# Carl August Arnold
C(K)arl August Arnold (* 19. Juni 1818 in Gera; † 2. November 1862 in Dresden) war ein deutscher Klempnermeister und Politiker.

## Leben
Arnold war der Sohn des Klempnermeisters Christian August Arnold und dessen Ehefrau Christiane Dorothea geborene Zöpfel. Er war evangelisch-lutherischer Konfession und heiratete am 4. Mai 1848 in Gera Friederike Sophie Obenauf (* 8. April 1826 in Gera), die Tochter des Weißbäckermeisters Johann Gottfried Obenauf aus Gera.
Arnold war Klempnermeister und Bürger in Gera. Vom 20. Februar 1856 bis 1857 war er Abgeordneter im Landtag Reuß jüngerer Linie.